# Debenham & Freebody
 (mai 2019).

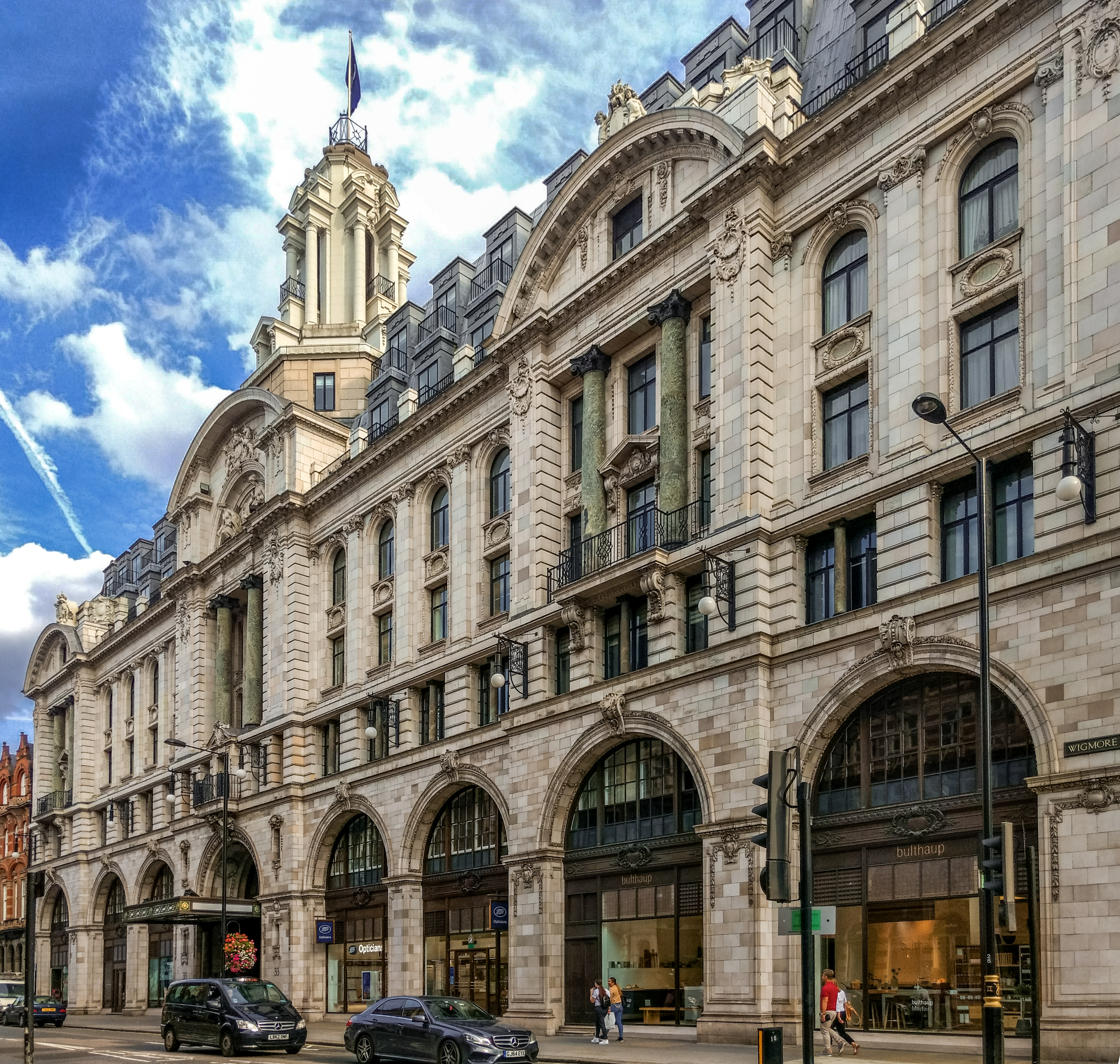
L'ancien grand magasin Debenham & Freebody, Wigmore Street, Londres.

Debenham & Freebody était un grand magasin situé aux 27- 37 Wigmore Street, à Londres, qui fait partie de l’actuelle chaîne de grands magasins Debenhams. Le bâtiment est maintenant utilisé par divers occupants et est classé au grade II par Historic England.